# Filigranoscopio
Il filigranoscopio è un accessorio usato principalmente dai collezionisti di francobolli per far risaltare la filigrana. 

## Tipi di filigranoscopio

### Il filigranoscopio classico
Uno strumento assai semplice: una vaschetta di vetro o di plastica, simile a quelle usate dai fotografi per lo sviluppo, ma di piccole dimensioni e sempre di colore nero. In alcuni casi basta il semplice posizionamento del francobollo sul fondo della vaschetta, con la vignetta a contatto su di esso, per renderla visibile. Se ciò non è sufficiente, si versano tre o quattro gocce di benzina bianca rettificata (esano); appena il francobollo ne sarà imbevuto, il disegno della filigrana apparirà nitidamente visibile. Il processo può essere usato tranquillamente anche per i francobolli nuovi, perché la benzina rettificata non può danneggiarli e non altera neppure la gomma. È però da adottare con una certa circospezione per alcuni francobolli, specialmente quegli emessi negli ultimi anni, perché stampati con colori che la benzina scolorisce.

### Il filigranoscopio elettrico
In alternativa esistono alcuni tipi di filigranoscopi elettrici, anche per sopperire al problema sopracitato. Sono tuttavia poco amati dai collezionisti.